# Bán đảo Tây Cống

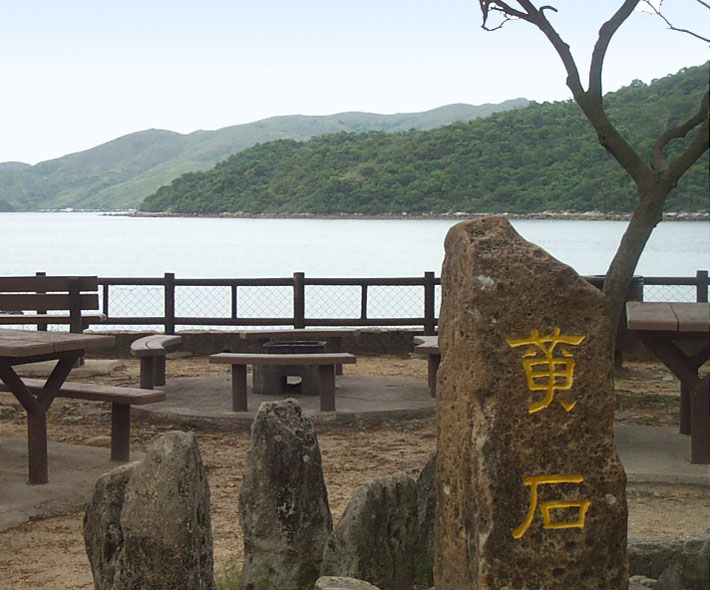
Hoàng Ma Địa

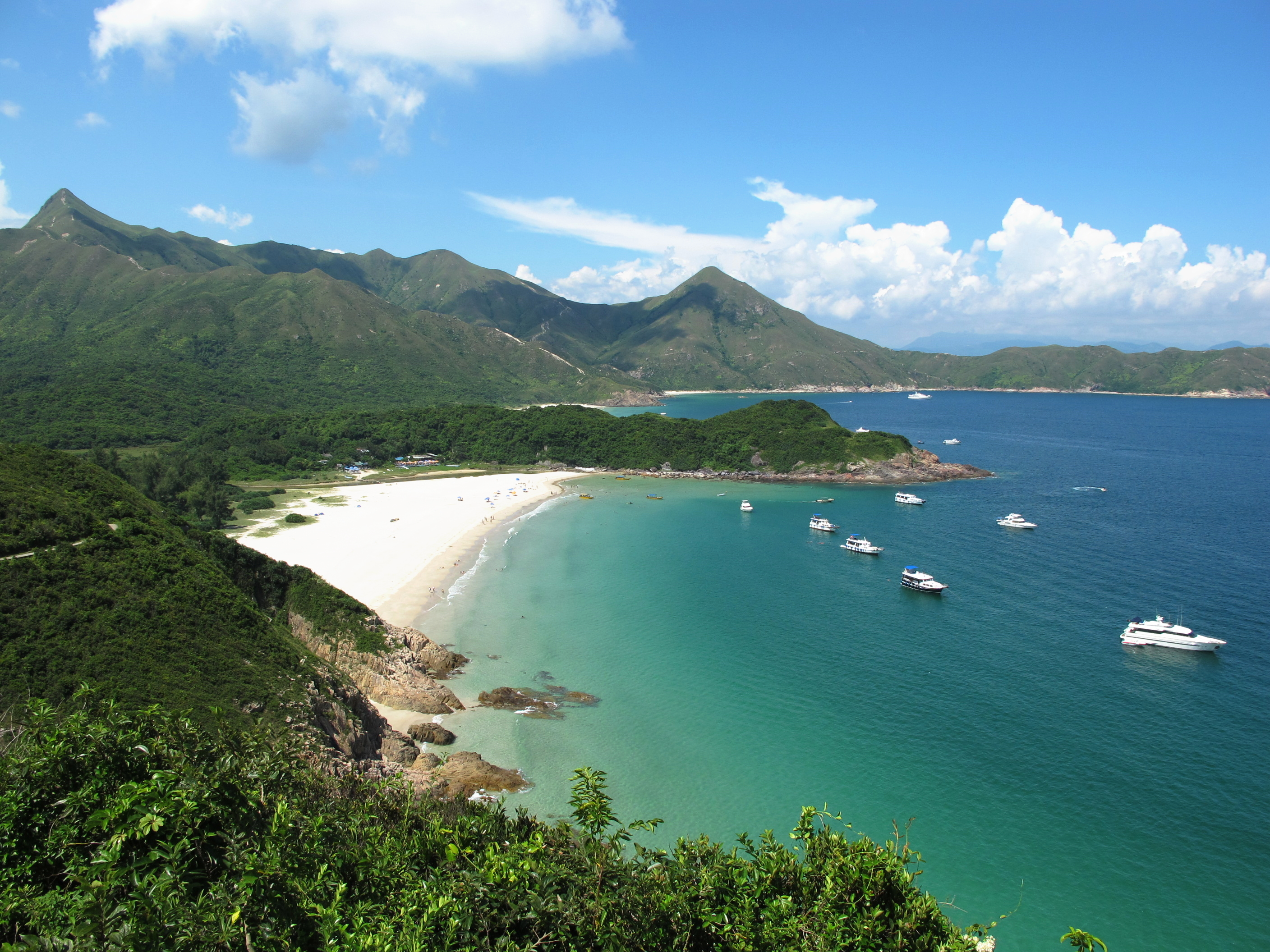
Đại Lãng Loan

Bán đảo Tây Cống (tiếng Trung: 西貢半島; Việt bính: sai1 gung3 bun3 dou2; tiếng Anh: Sai Kung Peninsula) là một bán đảo ở phần cực đông Tân Giới ở Hồng Kông. Tên của bán đảo xuất phát từ thị trấn Tây Cống ở khu vực trung tâm phía nam của bán đảo. Phần phía nam của bán đảo được quản lý bởi quận Tây Cống, còn phần phía bắc của quận Đại Bộ và phía tây bắc của quận Sa Điền.

## Miêu tả
Vùng đất và vùng biển rộng lớn của bán đảo vẫn chưa bị ảnh hưởng bởi quá trình đô thị hóa, và nó chủ yếu được bao phủ bởi các vườn quốc gia. Hệ sinh thái biển ở Hải Hà Loan được pháp luật bảo vệ. Tây Cống cũng là một nơi phổ biến để đi bộ đường dài; là điểm khởi đầu cho 100 kilômét (62 mi) của đường mòn Mạch Lý Hạo tại Bắc Đàm Dũng ở Tây Cống.
Bán đảo Tây Cống còn nơi của thể thao dưới nước, dọc theo bờ biển có các Kayak – một loại thuyền, lặn với ống thở và bơi lội trong số các hoạt động khác. Ngoài ra, Hải Hà Loan của Tây Cống (海下灣) là một trong những địa điểm lặn giải trí nhất ở Hồng Kông. Nó phù hợp cho đào tạo thợ lặn và cho thợ lặn mới được chứng nhận.
Là một làng chài cũ, thị trấn Tây Cống là một điểm thu hút hàng đầu đối với những người yêu thích hải sản, người dân địa phương và khách du lịch. Du khách có thể đi dạo quanh trung tâm chợ hoặc khám phá các làn đường phía sau, ghé thăm đền Thiên Hậu Thánh mẫu, thưởng thức hải sản hoặc thưởng thức các món ngon khác nhau tại các quán rượu và nhà hàng kiểu phương Tây. Ngoài ra còn có một nhà hàng tráng miệng nổi tiếng có tên là Honeymoon Dessert thu hút nhiều du khách từ khắp Hồng Kông và thậm chí từ nước ngoài.
Ở phía bắc bán đảo, cũng có một khu vực được gọi là Hoàng Ma Địa. Có những nơi mọi người có thể nướng thịt và ngắm cảnh biển. Tuy nhiên, để bảo vệ môi trường tự nhiên ở đây, chính phủ đã kiểm soát số lượng phương tiện vào khu vực. Có một cổng tại Bắc Đàm Dũng trên đường về phía Hoàng Ma Địa, chỉ cho phép các phương tiện có giấy phép đi qua.
Ngoài khơi bán đảo Tây Cống, có rất nhiều hòn đảo xa xôi. Vào những đêm mùa hè, nhiều người thuê thuyền nhỏ được gọi là Nhai độ (kai-to) hoặc thuyền tam bản để có chuyến đi nhàn nhã qua các đảo rải rác trong đất liền biển của cảng Ngưu Vĩ Hải. Các hòn đảo nổi tiếng để tham quan bao gồm:
- Khiếu Tây Châu
- Cao Chủy Châu
- Lương Thuyền Loan (Lương Thuyền Loan Châu)
- Bạch Sa Châu (đảo cát trắng)
- Dương Châu (đảo cừu)
- Diêm Điền Tể (cánh đồng muối nhỏ)

Mặc dù Hoàng Ma Địa và Hải Hà Loan có vị trí địa lý ở phía bắc bán đảo Tây Cống, nhưng lại thuộc quyền quản lý của quận Đại Bộ, do phụ thuộc vào vận chuyển phà từ Đại Bộ để tiếp cận trước khi xây dựng đường giao thông.

## Lịch sử
Từ khoảng thế kỷ XIV, các cộng đồng đánh bắt cá sống trên những chiếc thuyền trong các vịnh nhỏ có mái che trên bán đảo. Sau đó, họ thành lập những ngôi làng nhỏ ven biển, xây dựng những ngôi đền để vinh danh Thiên Hậu Thánh mẫu và Hồng Thánh ở các bến vĩnh viễn. Ngoài đánh bắt cá ven biển, nơi đây còn có các ngành công nghiệp hỗ trợ nhỏ làm muối và đóng thuyền.
Các khu định cư nông nghiệp bắt đầu muộn hơn và một số làng đã tồn tại vào năm 1660. Sự phát triển kinh tế bắt đầu vào giữa thế kỷ XIX khi Hồng Kông được mở như một cảng. Đặc biệt có một ngành công nghiệp lò nung thịnh vượng sản xuất vôi, gạch và ngói để cung cấp cho Hồng Kông trong những ngày đầu. Bảo tàng Dân gian Thượng Diêu tại làng Thượng Diêu, là một ví dụ điển hình về một khu định cư kiên cố nổi tiếng với nghề làm vôi trong những ngày đó.
Cho đến năm 1970, một phần của Tây Cống ngoài Đại Lãng Loạn vẫn còn ở xa xôi, chỉ có thể đi bộ hoặc đi bằng nhai độ (phà địa phương). Tuy nhiên, công việc bắt đầu vào năm 1971 để tạo ra hồ chứa Vạn Nhi Thủy Khố, với dung tích 273.000.000 mét khối (9,6×109 ft khối), bằng cách đóng cửa cả hai đầu của kênh Truân Môn, ngăn cách Lương Thuyền Loan với bán đảo chính. Năm 1979, dự án đã hoàn thành, cung cấp hai con đường mới cho khu vực. Người dân thành phố giờ đây có thể đến một khu vực mới và tương đối hoang sơ để giải trí.

## Địa chất học

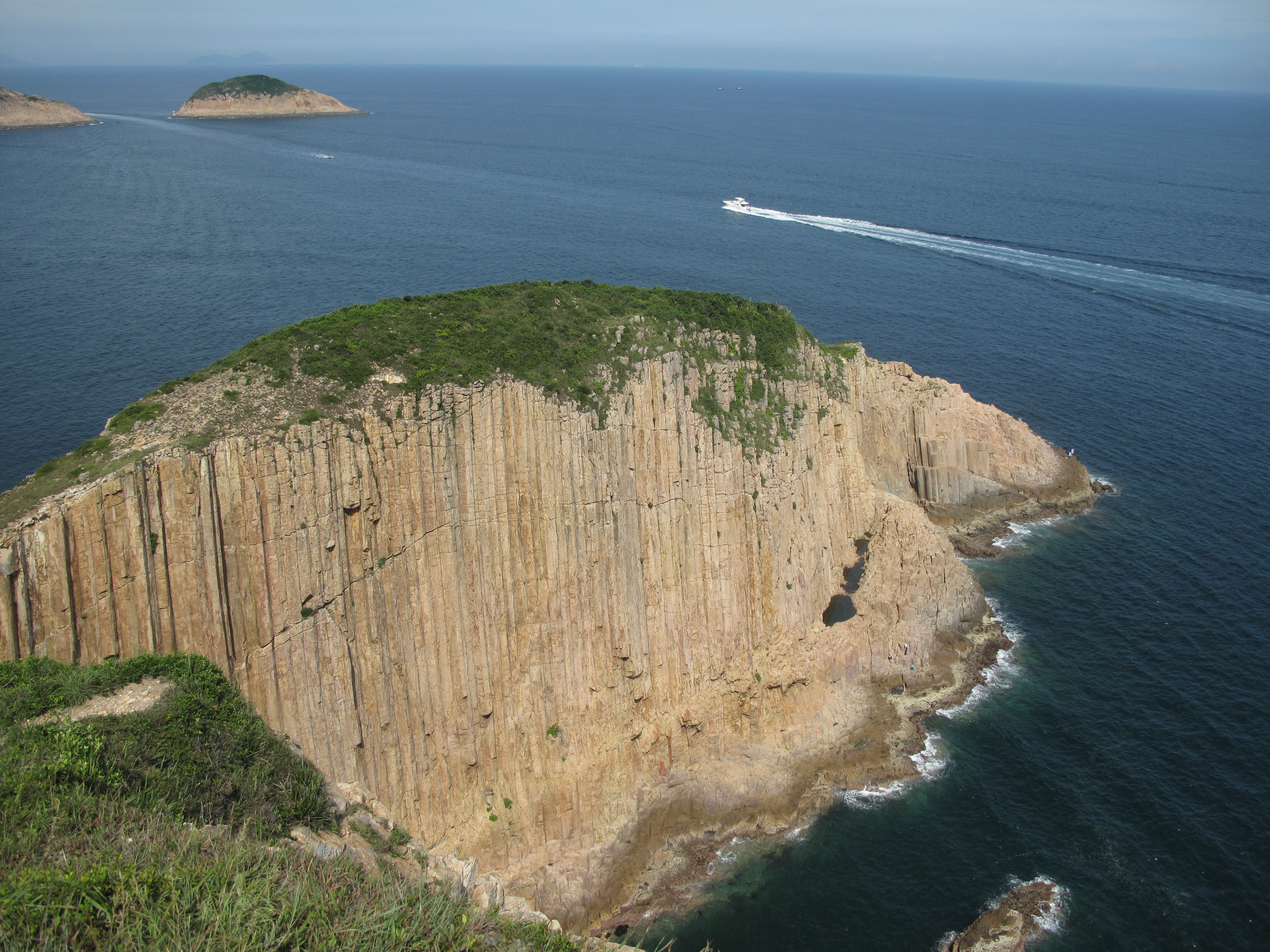
Khối đá tàn dư có hình lục giác tại Phá Biên Châu, gần đập Đông của hồ chứa Vạn Nhi Thủy Khố.

Bán đảo Tây Cống và các hòn đảo gần bờ biển được cấu tạo gần như hoàn toàn bằng đá núi lửa. Đá tạo thành từ tro núi lửa thô được tìm thấy ở phía bắc và phía tây nam của bán đảo và khu vực Đáp Môn. Những tảng đá pyroclastic với một số dung nham được tìm thấy ở phần phía đông của khu vực Nhiêm Di Tiêm và Thâm Dũng. Các axit dung nham được tìm thấy ở khu vực xung quanh hồ chứa Vạn Nhi Thủy Khói và các đảo phía nam như Khiếu Tây Châu, Điếu Chung Châu và Hỏa Thạch Châu, dải dung nham axit với một số đá núi lửa hàn được tìm thấy ở bờ trung tâm và phía nam của khu vực Bắc Đàm Dũng.
Điều ngoạn mục nhất trong số đó là các khớp cột hình lục giác được tìm thấy gần đập phía đông của Vạn Nhi Thủy Khố và khu vực Phá Biên Châu. Chúng là kết quả của việc làm mát đồng đều của đá lửa. Cảnh quan thiên nhiên này được bổ sung bởi các công trình nước khổng lồ gần đó.
Dọc theo bờ biển phía đông nam và trên các hòn đảo ngoài khơi tiếp xúc với gió đông và sóng biển, các địa hình thú vị như hang động biển, ngăn xếp, vòm và cửa vào làm tăng thêm vẻ đẹp của cảnh quan thiên nhiên.

## Thảm thực vật
Đồng cỏ nói chung bao phủ các đỉnh đồi, và trên bán đảo, có một độ dốc tổng thể từ đồng cỏ ở phía đông đến rừng ở phía tây.
Các loài đồng cỏ chủ yếu được khai thác, cỏ mỏ vịt và dương xỉ giả. Cây bụi thường có độ dốc thấp và các loài như Chi Mua, Rhodomyrtus, Baeckea, Eurya và Gordonia thường được tìm thấy.
Đất rừng tự nhiên, thường ở các dải dọc theo các thung lũng hoặc như các vùng phía sau các ngôi làng rất giàu các loài bản địa như Machilus, Chi Bời lời, Sapium, Chi Sung, Chi Trôm và Chân chim.
Kết quả của trồng rừng, của cả chính phủ trực tiếp trồng và trồng tại làng được chính phủ hỗ trợ trong những năm 1950 bao phủ các sườn đồi, chủ yếu ở phía tây của bán đảo. Thông đỏ Trung Quốc là loài quan trọng nhất được trồng và nhiều cây thông cũ này hiện đang đến tuổi già và bị tấn công tuyến trùng. May mắn thay, những cây lá rộng bản địa dưới tầng đang mọc lên để chiếm chỗ của chúng.
Đường bờ biển dài và không đều cũng thể hiện nhiều điều kiện bờ biển cho các cộng đồng thực vật chuyên biệt và phong phú để phát triển.

## Động vật hoang dã
Sườn đồi của bán đảo Tây Cống có ít chim. Xung quanh các địa điểm dã ngoại và thịt nướng, sáo mỏ ngà và chim sẻ Á-Âu có thể được nhìn thấy đang ăn trên những mảnh vụn thức ăn thừa. Trong các mảnh vụn của cây bụi, bông lau Trung Quốc thường có thể được nhìn thấy khi ăn trên quả mọng. Trong các khu vực rừng rậm, các loài như bìm bịp lớn, bạc má lớn và chim sẻ mắt trắng. Các loại gỗ nấm phong thủy cũ đặc biệt hấp dẫn du khách mùa đông như họ Hoét du nhập đến Hồng Kông từ Trung Quốc. Họ Bồng chanh có thể được tìm thấy để tìm kiếm thức ăn trong suối.
Hầu hết các động vật hoang dã lớn về đêm và hiếm khi được nhìn thấy nhưng nhím, tê tê, cầy vòi mốc, mèo báo Trung Quốc, lợn rừng và trăn đã được nhìn thấy trong khu vực.